# Honrubia de la Cuesta
Honrubia de la Cuesta er en by og kommune i det centrale Spanien i provinsen Segovia. Den har et indbyggertal på 49 (2024) indbyggere.